# La Danse Macabre
La Danse Macabre je druhé album od německé kapely Aeternitas.

## Seznam skladeb
1. „Der Erste Prediger“ - 3:29
2. „Kaiser & Kaiserin“ - 4:03
3. „Kruppel“ - 3:54
4. „Edelmann & Edelfrau“ - 4:56
5. „Jurist“ - 3:38
6. „Nonne“ - 4:48
7. „Kardinal“ - 3:50
8. „Papst“ - 4:53
9. „Abt“ - 3:41
10. „Konig“ - 4:05
11. „Chorherr“ - 5:01
12. „Mutter & kind“ - 4:20
13. „Der Zweite Prediger“ - 2:43